# Розумний Максим Миколайович
Макси́м Микола́йович Розу́мний (нар. 27 червня 1969, Київ) — український політолог, філософ, поет.

## Біографія
Народився 27 червня 1969 року у місті Києві.
Закінчив Київський державний університет імені Тараса Шевченка, факультет журналістики (1992), аспірантуру Інституту філософії НАН України (1995), докторантуру Київського національного університету імені Тараса Шевченка (2005).
Професійна діяльність
Редактор відділу журналу «Наука і суспільство» (1991—1992);
Один із засновників Творчої асоціації «500» (1993);
Молодший науковий співробітник, науковий співробітник Інституту філософії АН України (1995—2000);
Вчений секретар Інституту соціальної та політичної психології АПН України (2000);
Доцент кафедри теорії масової комунікації Інституту журналістики Київського національного університету імені Тараса Шевченка (2000—2002);
Завідувач відділу стратегічних комунікацій Національного інституту стратегічних досліджень (2005—2008);
Радник Віце-прем'єр-міністра України (2008);
Завідувач відділу гуманітарної політики та безпеки Національного інституту проблем міжнародної безпеки (з 2009).
Громадсько-політична діяльність
Член ПРП.
Член Президії Української Всесвітньої Координаційної Ради (2001—2006), Голова Секретаріату УВКР (2003—2005).
Наукова діяльність
Доктор політичних наук (2007 р.), кандидат філософських наук (1996 р.), голова Наукового товариства «Гуманітарна Колегія» (з 1997), член науково-експертної колегії при Кабінеті Міністрів України (з 2008).

## Книги
- «Справа честі. Алгоритми національного самоопанування» (1995);
- «Рамаян» (1997);
- «Камінь» (1998);
- «Українська ідея на тлі цивілізації» (2004);
- «Лірика дев'яностих. Любити живих» (2004, у співавторстві з А.Кокотюхою)
- «Ідея і нація в інформаційну епоху» (2006);
- «Доктрина дії: соціально-філософський конспект» (2009);
- «Багрянолиці» (2009);
- Автор близько 100 наукових публікацій з гуманітарних і суспільствознавчих питань.

Член Національної спілки журналістів України (з 1992), Національної спілки письменників України (з 1999), голова Творчої Асоціації «500» (з 1994).